# Лёгостин, Виктор Павлович
Виктор Павлович Лёгостин (1909 — ?) —  комиссар Особой северной авиационной группы, командир.

## Биография
В РККА с 22.01.1934.
Член ВКП(б) с 1931 г.
На руководящей работе в ГВФ с 1934 года. Работал начальником политотдела Северного Управления ГВФ. С начала войны — комиссар Особой Северной авиационной группы Гражданского воздушного флота. 
Принимал участие в боях за освобождении Ленинграда. Награждён медалью «За оборону Ленинграда».

### Звания и военная карьера
Комиссар, майор, подполковник
Особой северной авиационной группы ЛенФ, Северное Управление ГВФ; 4 оавп ГВФ 14 ВА; 4 оап ГВФ 13 ВА

### Награды
- Орден Красного Знамени,
- Орден Красного Знамени (06.12.1941 № 888),
- Орден Красной Звезды,
- Орден Красной Звезды (15.11.1950),
- Орден Отечественной войны II степени,
- Орден Отечественной войны II степени (04.06.1943 № 89/н)
- Медаль «За боевые заслуги»,
- Медаль «За боевые заслуги» (03.11.1944 № 219/179),
- Медаль «За оборону Ленинграда» (22.12.1942),
- Медаль «За победу над Германией в Великой Отечественной войне 1941—1945 гг.» (09.05.1945),
- Медаль «Партизану Отечественной войны» II степени,